# Nejātābād
Nejātābād (persiska: نجات آباد) är en ort i Iran.   Den ligger i provinsen Sydkhorasan, i den nordöstra delen av landet, 500 km öster om huvudstaden Teheran. Nejātābād ligger 774 meter över havet och antalet invånare är 315.
Terrängen runt Nejātābād är platt.  Trakten runt Nejātābād är nära nog obefolkad, med mindre än två invånare per kvadratkilometer. Nejātābād är det största samhället i trakten. Trakten runt Nejātābād är ofruktbar med lite eller ingen växtlighet.